# Roger Ballu
Pour les articles homonymes, voir Ballu.
Roger Ballu est un homme politique français né le 27 mars 1852 à Paris et décédé le 18 mai 1908 à Gournay-sur-Marne (Seine-Saint-Denis).
Fils de l'architecte Théodore Ballu, il poursuit des études artistiques, avant d'entrer dans l'administration. Il intègre en 1875 le cabinet du préfet de la Seine, puis devient, en 1883, inspecteur général des Beaux-Arts. Maire de Gournay-sur-Marne, conseiller général, il est député de Seine-et-Oise de 1902 à 1906, inscrit au groupe de l'Action libérale. Invalidé, il est réélu lors de l'élection partielle. Il est secrétaire de la Chambre en 1903. Il est le père de Guillaume Ballu, député de Seine-et-Oise.

## Sources
- « Roger Ballu », dans le Dictionnaire des parlementaires français (1889-1940), sous la direction de Jean Jolly, PUF, 1960 [détail de l’édition]